# جان مارکس (تنیس‌باز)
 جان مارکس (انگلیسی: John Marks؛ زاده ۹ دسامبر ۱۹۵۲) یک تنیس‌باز اهل استرالیا است.